# Nomenclatura vernácula
A nomenclatura vernácula se refere aos nomes de organismos biológicos que são baseados na língua vernácula. Esse tipo de nomenclatura contrapõe-se com a nomenclatura científica, que é redigida em latim.

## Tipos de vernáculos
Os táxons podem ser representados por meio de três tipos de denominações, cada um estabelecido por situações diferentes:
1. Os populares são os nomes que pertencem a língua comum, no qual denotam os grupos de organismos de conhecimento geral. Por exemplo, leão é o vernáculo português do táxon Panthera leo;[3]
2. Os eruditos são instituídos artificialmente por técnicos, quando não existem nomes populares. Por exemplo, aranha-do-mar é o vernáculo do táxon Pycnogonida, em referência a sua semelhança com um aracnídeo e ser um táxon marinho;
3. Os paracientíficos são criados por meio da adaptação do nome científico à língua vernácula. Por exemplo, coleópteros é um aportuguesamento do nome latino Coleoptera.[4]

## Nome vernáculo técnico
Um nome vernáculo técnico (NVT) é um nome em língua vernácula dado para um táxon por um conjunto de especialistas, selecionado para reduzir ambiguidades  e facilitar a comunicação em atividades de campo e a divulgação científica. O termo é frequentemente utilizado no contexto da observação de aves, sendo, por exemplo, a Comitê Brasileiro de Registros Ornitológicos, responsável pelos NVTs para aves no Brasil.

## Variações
Os vernáculos têm uma diversificação muito grande, sejam elas na mesma língua (intralinguística) ou com relação a outras línguas (extralinguística).

### Intralinguísticas
As variações intralinguísticas referem-se aos vernáculos de uma determinada língua, como por exemplo, os vernáculos da língua portuguesa. Em decorrência das variações que ocorrem na língua, também poderá haver efeitos sobre a nomeação dos organismos.
Alguns vernáculos apresentam usos restritos a uma determinada localidade, enquanto, outros são amplamente usados em qualquer região. Como por exemplo, em São Tomé e Príncipe, ambulância é um vernáculo para o táxon Dermochelys coriacea, enquanto que no Brasil, é tartaruga-de-couro. Já, o táxon Hippopotamus recebe o vernáculo de hipopótamo que é comum em qualquer região lusofóna.
Os vernáculos também podem variar conforme a aplicação dos táxons, alguns podem fazer referência a apenas um táxon, enquanto que outros, a vários táxons. Como exemplo do primeiro caso, o vernáculo pintagueira faz referência apenas a espécie Eugenia uniflora. No segundo caso, o vernáculo vaga-lume é uma referência para três famílias de coleópteros, os Elaterídeos, os Fengodídeos e os Lampirídeos.

### Extralinguísticas
As variações extralinguísticas referem-se aos vernáculos relacionados com outras línguas. Nestas variações, a grafia do vernáculo poderá ser conservada. Como por exemplo, o táxon Panthera tigris recebe o vernáculo português de tigre, esta grafia é mantida em outras línguas românicas, como a catalã, castelhana, francesa, galega e italiana.
Em outros casos, os vernáculos em outros idiomas não conserva a mesma grafia, nos quais são redigidos de formas diferentes. Por exemplo, o táxon Felis silvestris catus tem o vernáculo português de gato, porém seu vernáculo russo é koshka (кошка), no chinês é māo (貓), no japonês é neko (ネコ) e no turco é kedi.

## Relação com a nomenclatura binomial
A estrutura da nomenclatura binomial é superficialmente semelhante à forma substantivo-adjetivo de nomes vernáculos usados por culturas pré-históricas. Um nome coletivo, como coruja, foi tornado mais preciso com a adição de um adjetivo, como buraco.
O próprio Linnaeus publicou em 1745, a Flora Suecica, no qual registrou, região por região, os nomes científicos e vernáculos suecos. Nessa, os vernáculos eram todos binômios, por exemplo, planta nº 84 Råg-losta e planta nº 85 Ren-losta, sendo assim, o sistema binomial vernacular precedeu o sistema binomial científico.

## Códigos nomenclaturais
Os códigos internacionais de nomenclaturas, o CINZ e o CINB, estabelecem a abrangência apenas aos nomes científicos, os quais são redigidos em latim. Portanto, os vernáculos não são legalizados pelos códigos.